# Ардро под Великим Трном
Ардро под Великим Трном (словен. Ardro pod Velikim Trnom) је насељено место у саставу општине Кршко, која припада Посавској регији у Републици Словенији.

## Име
Име насеља је промењено 1953 из Ардро у Ардро под Великим Трном.

## Географија
Насеље површине 0,71 км², налази се на надморској висини 377,3 метара.

## Историја
До територијалне реорганицације у Словенији, Ардро под Великим Трном се налазио у саставу старе општине Кршко.

## Становништво
Приликом пописа становништва 2011. године Ардро под Великим Трном је имао 87 становника.
| 1991 | 2002 | 2011 |
| 25   | 21   | 27   |

Напомена: До 1953. исказивано под именом Ардро.